# لودفيغ باور (عسكري)
لودفيغ باور (بالألمانية: Ludwig Bauer)‏ هو عسكري ألماني، ولد في 16 فبراير 1923 في كونتسلزاو في ألمانيا.